# 李惠元
李惠元，广东新会人，清朝政治人物。乡试解元。
乾隆四十八年（1783年）癸卯科乡试，李惠元高中广东乡试第一名（解元）。嘉庆元年（1796年）任江苏嘉定县知县，嘉庆三年（1798年）由谢生翘接任。